# Destruição de Psara
A Destruição de Psara (em grego: Καταστροφή των Ψαρών, Katastrofí ton Psarón) foi o assassinato de milhares de gregos na ilha de Psara por tropas otomanas durante a Guerra da Independência da Grécia em 1824.

## Fundo
No início do século XIX, Psara tinha a terceira maior frota comercial da Grécia, depois de Hidra e Spetses, com cerca de 45 navios. 
Em março de 1821, a população grega revoltou-se contra o Império Otomano.  Os habitantes de Psara juntaram-se à luta em 10 de abril de 1821. O futuro primeiro-ministro de  Konstantínos Kanáris, Dimitrios Papanikolis, Pipinos e Nikolis Apóstolis se destacaram como líderes navais, usando brulote para combater a mais poderosa Marinha Otomana.
Em abril de 1822, forças turcas sob o comando de Nasuhzade Ali Paxá, capitão paxá da frota otomana, massacraram os habitantes de Quios. 30,000 gregos foram mortos e 50,000 foram vendidos como escravos em Esmirna e Constantinopla (atualmente Istambul). A população nativa de Psara, de 7.500 pessoas, foi aumentada por 23,000 refugiados gregos de Quios, mas também da Tessália, Macedónia, Cunda e Cidônias.
Na noite de 6 a 7 de junho de 1822, os gregos responderam por destruindo oumnavio almirante de Nasuhzade Ali Paxá em vingança pelo massacre de Quios, matando 2,300 turcos, bem como o próprio do capitão paxá. 

## Massacre

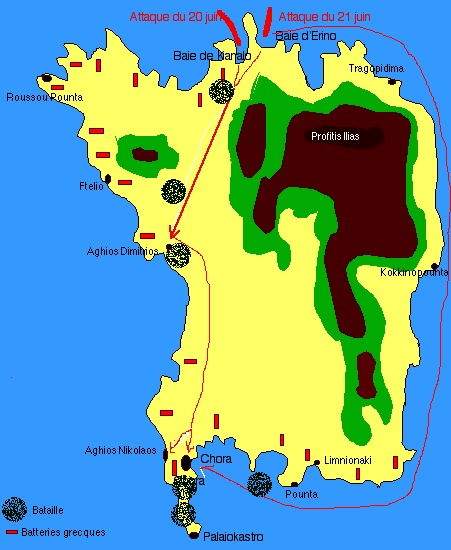
Mapa do ataque otomano em 20 e 21 de junho de 1824. A ilha mede entre 7 e 8 km em seu maior comprimento e largura.

Em 20 de junho de 1824, a ilha foi invadida pelos otomanos sob o comando do capitão paxá Koca Hüsrev Mehmed. A resistência dos Psariotas terminou no dia seguinte com uma última resistência no antigo forte da cidade de Palaiocastro (nome alternativo Mavri Rachi, literalmente "Cume Negro"). Centenas de soldados, mulheres e crianças, se refugiaram ali quando uma força otomana de 2,000 invadiu o forte. Os refugiados primeiro lançaram uma bandeira branca  com as palavras "Liberdade ou Morte" (em grego: "Ἐλευθερία ἤ Θάνατος"). Então, no momento em que os turcos entraram no forte, o morador local Antonios Vratsanos acendeu um pavio no estoque de pólvora, em uma explosão que matou os habitantes da cidade junto com seus inimigos — permanecendo assim fiéis à sua bandeira até a morte. Um oficial francês que ouviu e viu a explosão comparou-a a uma erupção vulcânica do Vesúvio.
Como resultado da invasão, 17,000 gregos foram mortos ou vendidos como os escravos. Parte da população conseguiu fugir da ilha, espalhando-se pelo que hoje é o sul da Grécia. Theophilus Cairis, um padre e estudioso, acolheu muitas crianças órfãs e desenvolveu a famosa escola Orphanotropheio de Theophilus Cairis. Psara foi abandonada e permaneceu nas mãos dos otomanos até ser recapturada pela marinha da Grécia em 21 de outubro de 1912, durante a Primeira Guerra Balcânica. A população de Psara antes do massacre era de cerca de 7,000. Desde o massacre, a população da ilha nunca mais ultrapassou 1,000 habitantes.

## Reação e comemoração
A destruição de Psara pelos otomanos foi realizada em retaliação à destruição de navios turcos pelos revolucionários Konstantínos Kanáris e Dimitrios Papanicolis. Inspirou o poeta Andreas Kalvos a escrever a ode "A Psara" (em grego: "Εἰς Ψαρά").
O evento também inspirou o poeta Dionysios Solomós, autor de "Hino à Liberdade", a escrever um poema (ou epigrama) intitulado "A Destruição de Psara" (em grego: "Ἡ καταστροφὴ τῶν Ψαρῶν") em 1825:
em grego:
Στῶν Ψαρῶν τὴν ὁλόμαυρη ράχη

Περπατῶντας ἡ Δόξα μονάχη.

Μελετᾷ τὰ λαμπρὰ παλληκάρια,

Καὶ 'ς τὴν κόμη στεφάνι φορεῖ

Γινομένο ἀπὸ λίγα χορτάρια

Ποῦ εἰχαν μείνῃ 'ς τὴν ἔρημη γῆ.

Διονύσιος Σολωμός

Ἡ καταστροφὴ τῶν Ψαρῶν
em português:
Na serra negra de Psara

Glória caminha sozinha, observando

os jovens brilhantes no campo de batalha

a coroa de seus cabelos ferido

das últimas ervas que restam

na terra desolada.

Dionísio Solomos

A Destruição de Psara

## Galeria
- A Glória de Psara, pastel sobre papel, 1896
- Após a destruição de Psara, óleo sobre tela, 1896-1898
- A Glória de Psara, óleo sobre tela, 1898